# Spoorlijn Neuf-Brisach - Bantzenheim
De Spoorlijn Neuf-Brisach - Bantzenheim is gedeeltelijk opgebroken een Franse spoorlijn van Neuf-Brisach naar Bantzenheim. De lijn was 89,3 km lang en heeft als lijnnummer 123 000.

## Geschiedenis
De spoorlijn werd door de Deutsches Heer geopend als militaire lijn op 1 augustus 1917. Na de Eerste Wereldoorlog werd personenvervoer ingevoerd wat plaatsvond tot eind 1945. Goederenvervoer op het noordelijk gedeelte van Neuf-Brisach tot Blodelsheim vond plaats tot 17 juli 1967, daarna is dit gedeelte gesloten en opgebroken. Het zuidelijk gedeelte is nog steeds in gebruik als aansluiting voor de Kerncentrale Fessenheim.

## Aansluitingen
In de volgende plaatsen is of was er een aansluiting op de volgende spoorlijnen:
Neuf-Brisach
RFN 120 000, spoorlijn tussen Colmar-Central en Neuf-Brisach
Bantzenheim
RFN 124 000, spoorlijn tussen Mulhouse en Chalempe
lijn tussen Bantzenheim en Neuweg